# Basilique Santissima Annunziata del Vastato

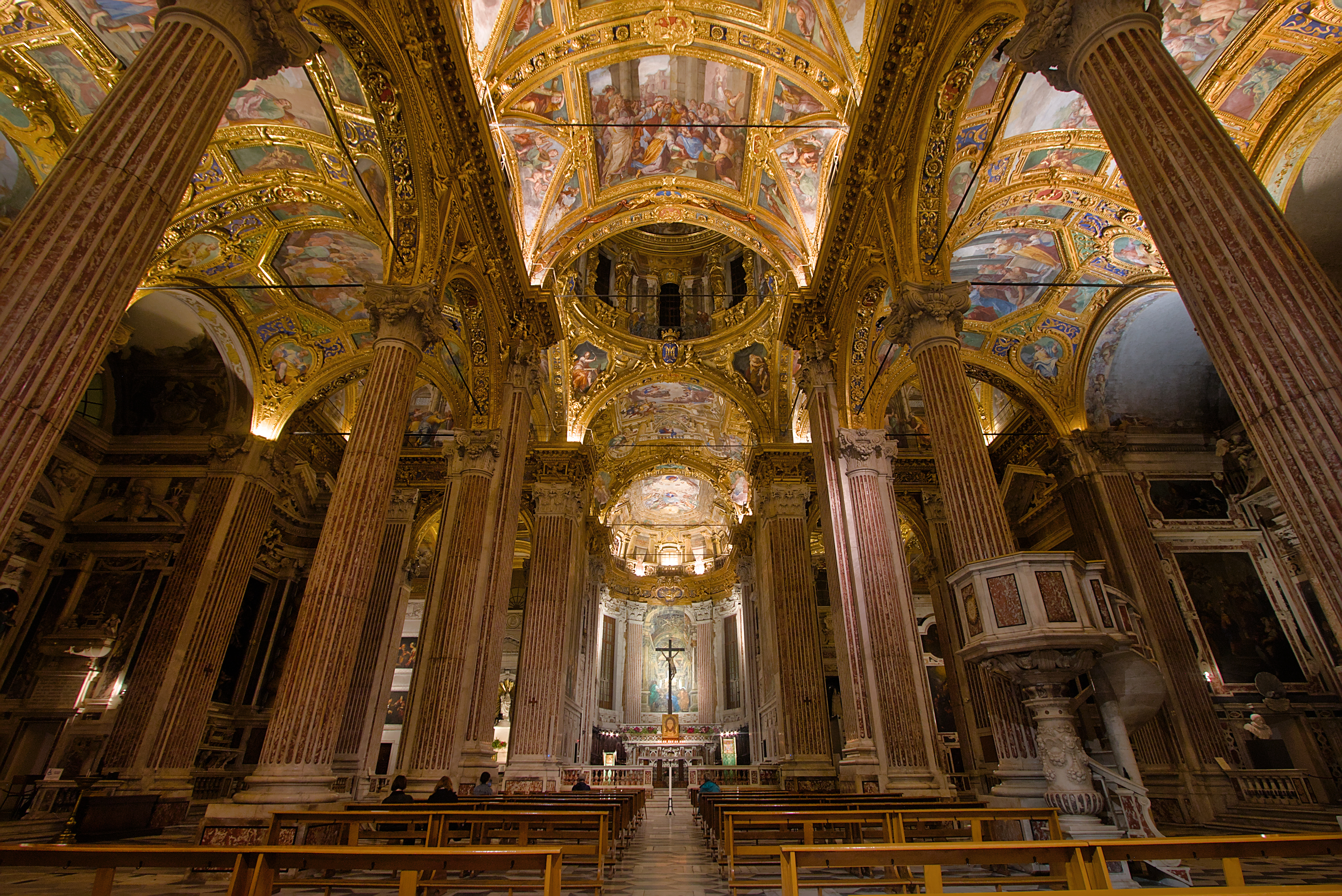
La nef et ses dorures.

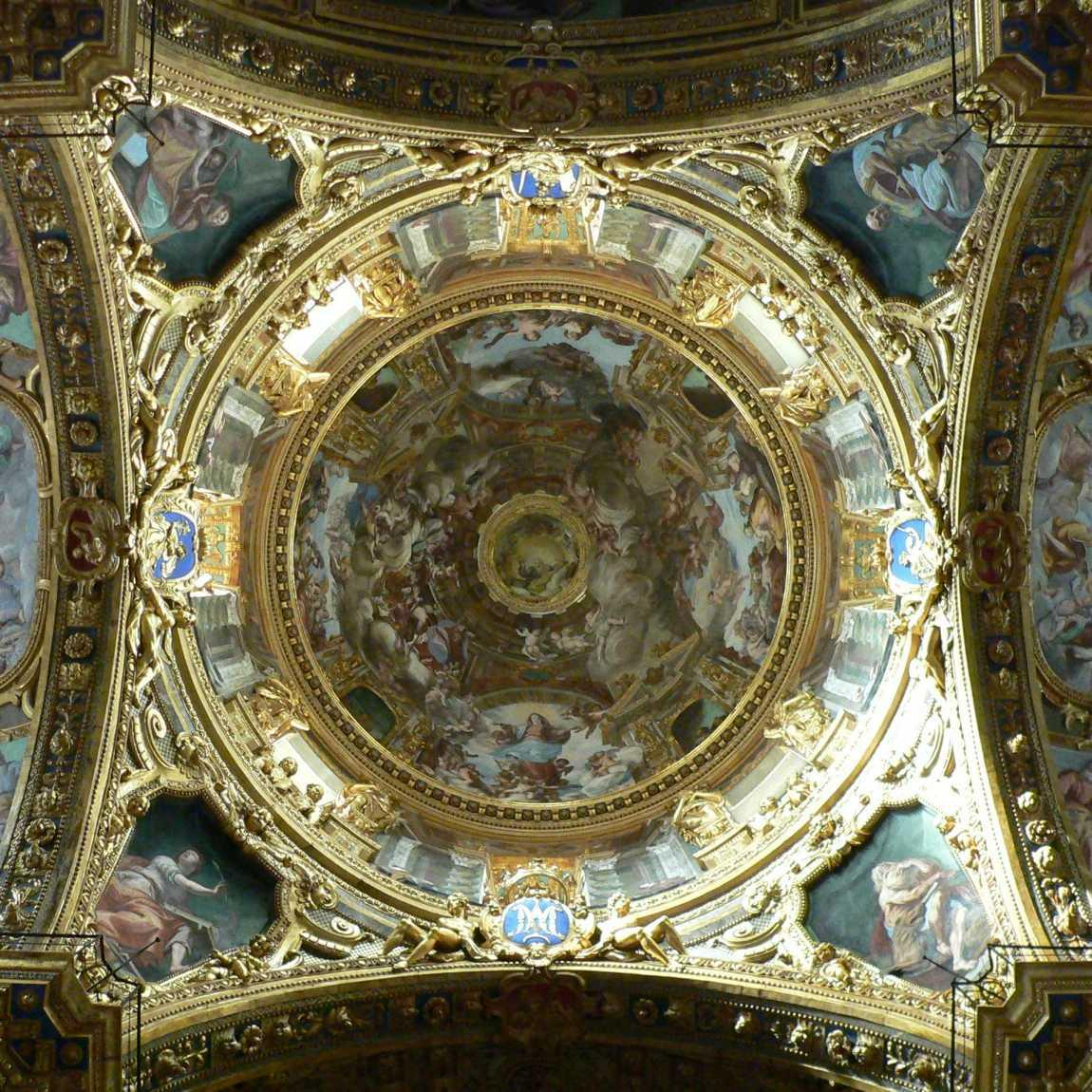
Fresque de Giovanni Andrea Ansaldo de la coupole.

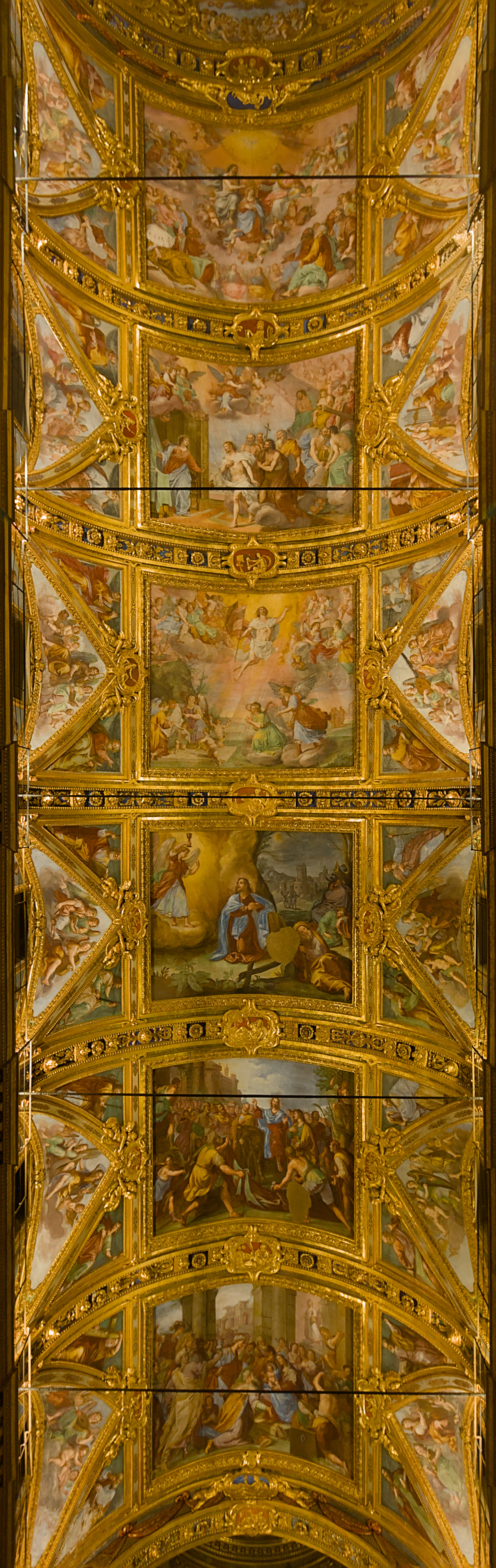
Fresques de la voûte.

La basilique Santissima Annunziata del Vastato (en italien:  basilica della Santissima Annunziata del Vastato ) est une église de la ville de Gênes, très représentative de l'école génoise, typique du maniérisme tardif, du  baroque du Seicento (XVIIe siècle).

## Histoire

### Des frèresUmiliatiaux frères franciscains
Le lieu sur lequel se trouve l'église avait été déjà occupé par  une communauté de moines Umiliati provenant de Lombardie, qui, en 1228, avaient édifié un couvent et la petite église Santa Marta del Prato. Cette église était exiguë et occupait approximativement l'espace sur lequel est érigé le campanile de droite de la façade.
En 1155, après les travaux de construction de la muraille de Frédéric Barberousse, plus d'espace de cette zone devint utilisable, aplani pour des raisons de sécurité, étant extérieur  au centre habité.
D'où  le toponyme de Vastato (de guastum ou de vastinium, c'est-à-dire démolition), qui désignait les endroits extérieurs aux fortifications, privés d'arbres et sur lesquels venaient s'exercer les arbalétriers génois.
Vers 1508, les constructions précédentes furent assignées aux moines franciscains conventuels provenant de l'église San Francesco du quartier de Castelletto  abandonnée à cause de travaux des fortifications ; ils  entamèrent  une nouvelle construction, répondant mieux à leurs nécessités liturgiques et à leurs prédications pastorales dirigées vers le peuple.
Le 20 juillet 1520, la première pierre est posée lors de cérémonies solennelles, l'église fut édifiée en gothique tardif pour respecter le style architectural de l'église mère des ordres franciscains, c'est-à-dire la Basilique Saint-François d'Assise, et elle fut dédiée à son saint patron : San Francesco del Vastato.
L'église cependant ne fut pas complétée : les travaux s'arrêtèrent après l'érection de murs portants et la fermeture du toit ; les décorations internes étaient peu nombreuses et simples, suivant la logique de pauvreté franciscaine. Même la façade ne fut pas réalisée, parce que l'espace vers place de la Nunziata, qui n'était pas propriété des moines, était occupé par d'autres édifices.
Malgré tout, l'église avait des proportions monumentales : une vaste nef centrale et deux nefs latérales, une enfilade de chapelles, un transept et un presbytère à base à carrée, un tiburio (tour-lanterne) à l'aplomb du croisement du transept  et de la nef centrale. (Les dimensions globales de l'édifice tournent autour de 33 × 54 m).
Vers 1537, les conventuels franciscains laissèrent le Vastato pour retourner à l'église et au couvent de San Francesco de Castelletto, redevenus accessibles après les restaurations de l'enceinte fortifiée. L'église de San Francesco du Vastato revint à destination des moines franciscains observants, forcés eux aussi à laisser leur couvent de la Santissima Annunziata di Portoria pour de nouveaux travaux aux fortifications de la ville. Ceux-ci amenèrent avec eux  les intitulés de leur église précédente : naquit ainsi la Santissima Annunziata del Vastato.

### La grande transformation  de la Contre-Réforme
Les vicissitudes du Cinquecento de l'église catholique, avec la Réforme protestante et, ensuite, le Concile de Trente, furent causes indirectes d'une transformation radicale de la basilique. En 1582, Monsignor Francesco Buis, évêque de Novare, arrive à Gênes pour vérifier la conformité du diocèse génois avec la Contre-Réforme. Celui-ci, envisageant des transformations tenant compte des possibilités que présentent les  grandioses dimensions de l'église, dédia trois pages de son rapport rapport  à l'église de la Nunziata, dans lequel il indique toutes les œuvres à exécuter.
Les moines furent obligés d'étudier une rénovation  presque totale de l'édifice et, surtout, ils durent trouver quelqu'un pour financer un tel chantier.
En 1591 ils vendirent le patronage de la chapelle majeure à la très riche famille des Lomellini, du padrona de Tabarca en grâce de la concession obtenue en 1544 du temps d'Andrea Doria, sur le  très florissant commerce du corail. Les Lomellini engagèrent à payer et diriger tous les travaux, en échange de l'emploi de l'église comme chapelle de famille.
Les Lomellini commanditèrent Taddeo Carlone pour la réalisation des premières adaptations architecturales, c'est-à-dire l'allongement du presbytère avec la construction de l'abside, pour trouver espace pour le chœur, et la substitution du tiburio par une coupole à haut tambour.
À partir de 1615, le chantier fut dirigé par Giovanni Domenico Case dit Scorticone et Giacomo Porte. Ceux-ci soignèrent l'allongement de l'édifice vers place de la Nunziata d'une travée et demie, après que les moines eurent acquis les constructions qui empêchaient l'ouvrage (la grange de la famille Balbi, l'oratoire de San Tommaso et la taverne de Santa Marta), en se préoccupant de donner une première forme pas encore définitive à la façade, Mais surtout ils réalisèrent la décoration en sculpture  avec marbres, pierres, mastique et or, en s'accordant avec les deux peintres qui ont ensuite peint les espaces restés libres : Giovanni Bernardo Carlone et Giovanni Battista Carlone.
Mais en 1631, Giovanni Bernardo Carlone est parti travailler à Milan à la décoration de l'église de Sant'Antonio Abbé des pères Teatini, et, peu après avoir commencé à peindre pour cette dernière commande, il meurt soudainement.
Arrivé l'instant de décorer les lieux plus importants de l'édifice, les Lomellini se tournèrent vers Giovanni Andrea Ansaldo, auquel ils demandèrent de mettre main avant tout à la coupole.

### Suppressions, confiscations et restaurations duXIXesiècle
La façade néoclassique est le résultat de projets rédigés par Carlo Barabino dans les années 1820 et 1830  et mis en œuvre (seulement en partie) par Giovanni Battista Resasco dans les années 1840.

### Les dommages de la Seconde Guerre mondiale
Sous les bombardements qui ravagèrent la ville en 1940-1945 (surtout ceux de 1943) l'église fut gravement endommagée. Beaucoup de fresques des chapelles latérales sur le flanc vers Polleri (côté sud-est) furent détruites, parmi lesquelles les travaux de Fiasella ; ces parties perdues se remarquent par  des traits de crépi brut laissé tel quel dans la reconstruction. Sous les bombes cependant  la structure portante résista, ainsi que les colonnes, seuls quelques murs de remplissage et quelques voûtes s'écroulèrent.

## Artistes desXVIIeetXVIIIesiècles
De nombreux artistes ont décoré l'intérieur de l'église, parmi eux :
Giovanni Andrea Ansaldo - Gioacchino Assereto - Giulio Benso - Luca Cambiaso - Giovanni Battista Paggi - Domenico Piola - Domenico Scorticone - Giacomo della Porta - Giovanni Battista Carlone et son frère Giovanni Bernardo Carlone - Gregorio de Ferrari - Andrea Semino - Giovanni Andrea de Ferrari - il Guercino - Raggi - Luciano Borzone - Aurelio Lomi - G. B. Vicino - Nicolò Carlone - Domenico Fiasella - Vittorio Gatto - O. Pellè - Bernardo Carbone - Sebastiano Galeotti - Giulio Cesare Procaccini - Anton Maria Piola - Bernardo Strozzi - Calvi - Giovanni Andrea Carlone - Tommaso Clerici - Orsolino (sculpteur) - Leonardo Ferrandino (sculpteur) - Simone Barabino - Giovanni Domenico Cappellino